# Shimane Maru
Die Shimane Maru (japanisch しまね丸) war ein Handelsflugzeugträger der im Auftrag der Kaiserlich Japanischen Marine zum Ende des Zweiten Weltkrieges gebaut wurde, aber nicht mehr zum Einsatz kam.

## Geschichte

### Entwicklungsgeschichte und Bau
Da es 1944, auf Grund der starken Verluste an Schiffraum im Pazifikkrieg, die Kaiserlich Japanischen Streitkräfte für notwendig erachtete, den eigenen Transportkonvois eine Luftsicherung gegen amerikanische U-Boote zur Verfügung zu stellen, wurden mehrere im Bau befindliche Handelsschiffe gechartert und entsprechend zum Hilfsflugzeugträger umgebaut. Dies bedeutet, dass sie weiterhin vorrangig zum Material- und Personaltransport eingesetzt werden sollten und ihnen nur ein einfaches Flugdeck zum Betrieb einer geringen Anzahl von Luftfahrzeugen aufgesetzt wurde.
Die spätere Shimane Maru wurde am 8. Juni 1944 als Tanker der Kriegs-Standardklasse 1TL für die Ishihara Kisen K. K. auf der Werft von Kawasaki in Kōbe auf Kiel gelegt. Der Stapellauf erfolgte am 19. Dezember 1944. Bereits vor dem Stapellauf wurde begonnen, das Schiff zum Handelsflugzeugträger der Spezial-1TL-Klasse umzubauen. Am 29. Februar 1945 wurde das Schiff in den Dienst gestellt, aber auf Grund der Kriegslage (Mangels Flugzeugen, Piloten und Treibstoff) erfolgte kein Einsatz mehr.
Ein Schwesterschiff der Shimane Maru, die Ōtakisan Maru mit Kiellegung am 18. September 1944 und Stapellauf am 14. Januar 1945, wurde ebenfalls entsprechend umgebaut, aber dieses zu 70 % fertiggestellte Schiff konnte auf Grund amerikanischer Luftangriffe und Materialknappheit bis Kriegsende nicht vollendet werden und wurde 1948 in Kobe abgewrackt.

### Verbleib

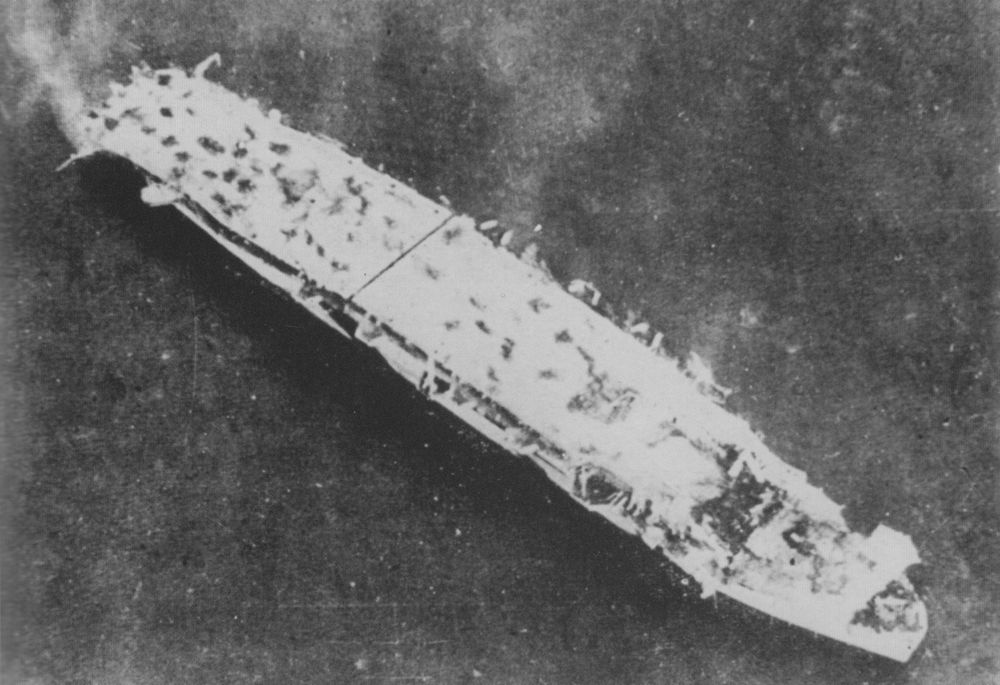
Das Wrack der Shimane Maru am 28. Juli 1945.

Am 19. März 1945 wird durch die Task Force 58 ein Großangriff mit 240 Trägerflugzeugen auf die Marinewerft in Kure und die zahlreichen in der Gegend liegende Schiffe durchgeführt. Dabei wird die Shimane Maru durch Bombentreffer am Heck und im Bereich des Aufzuges schwer beschädigt. Sie wird daraufhin in die Bucht von Shido geschleppt und es werden Überlegungen angestellt das Schiff in einen kohlebetriebenen Frachter umzubauen.
Das abgetarnte Schiff wird am 24. Juli durch Flugzeuge des britischen Trägers Victorius der Task Force 38 mit Bomben und Luft-Boden-Raketen angegriffen. Sie zerbricht dabei in zwei Teile und sinkt im flachen Wasser bei Position 34° 20′ N, 134° 10′ O, wobei sechs Besatzungsmitglieder getötet werden.
Das Wrack der Shimane Maru wurde im Jahr 1948 in Osaka abgebrochen.

## Technische Beschreibung

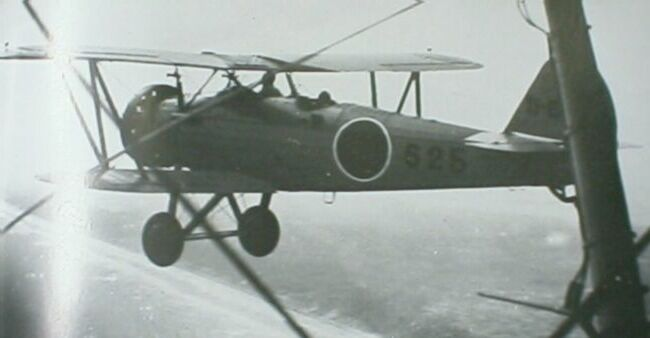
Flugzeug des Typs Yokosuka K5Y, wie es auf der Shimane Maru eingesetzt werden sollte.

### Rumpf
Der Rumpf der Shimane Maru war 160,5 Meter lang, 20 Meter breit und hatte bei einer Einsatzverdrängung von 14,733 Tonnen einen Tiefgang von 9,1 Metern.

#### Flugdeck
Das ungepanzerte hölzerne Flugdeck und das kleine in der vorderen Schiffshälfte darunter liegende Hangardeck waren nicht Teil des Schiffskörpers, sondern als Aufbauten ausgeführt. Das Flugdeck hatte die Form eines Rechtecks mit den Abmessungen 154,99 m × 23,01 m, welche nicht bis zum Bug reichte. Zum Bewegen von Flugzeugen zwischen dem Hangar und dem Flugdeck verfügte der Träger über einen Aufzug.

### Antrieb
Der Antrieb erfolgte durch zwei Dampfkessel und einen Getriebeturbinensatz mit dem eine Leistung von 8.600 PS (6.325 kW) erreicht wurde. Dieser gab seine Leistung an eine Welle mit einer Schraube ab. Die Höchstgeschwindigkeit betrug 18,5 Knoten (34 km/h) und die maximale Fahrstrecke 10.000 Seemeilen (18.520 km) bei 15 Knoten.

### Bewaffnung

#### Flugabwehrbewaffnung
Die Flugabwehrbewaffnung bestand aus zwei 12-cm-Geschützen Typ 10 in Einzellafette mit einfachen Schilden und zweiundfünfzig 2,5-cm-Maschinekanonen des Typ 96 in neun Drillings- einer Zwillings- und 23 Einzellafetten.
Das 1926 eingeführte 12-cm-Flugabwergeschütz verschoss im Einsatz rund 6 bis 8 Schuss pro Minute, die effektive Reichweite lag bei etwa 10 Kilometern bei 75° Rohrerhöhung und die um 360° drehbaren Lafetten hatten einen Höhenrichtbereich von −10° bis +75°.
Die 2,5-cm-Maschinenkanonen verschossen im Einsatz rund 110 bis 120 Schuss pro Minute, die effektive Reichweite lag bei etwa 3 Kilometern bei 85° Rohrerhöhung und die um 360° drehbaren Lafetten hatten einen Höhenrichtbereich von −10° bis +85°.

#### U-Jagdausrüstung
Zur U-Jagd verfügte das Schiff über Wasserbombenwerfer mit einem Bestand von 16 Wasserbomben

### Radar
Zur Luftraumüberwachung verfügte die Shimane Maru über eine lange Leiterantenne an einem Mast auf der Steuerbordseite, welche zu einem Funkmessgerät (Radar) des Typ 13 gehörte. Dieses Radargerät konnte eine Gruppe von Flugzeug in bis zu 100 Kilometer und ein einzelnes Flugzeug in bis zu 50 Kilometer Entfernung orten. Es arbeitete mit einer Wellenlänge von 200 cm und hatte eine Sendeleistung von 10 kW.

### Luftgruppe
Die Luftgruppe des Schiffes sollte aus maximal zwölf Flugzeugen des Typs Yokosuka K5Y1 bestehen.